# San Francisco, Arandas
San Francisco är en ort i Mexiko.   Den ligger i kommunen Arandas och delstaten Jalisco, i den centrala delen av landet, 400 km väster om huvudstaden Mexico City. San Francisco ligger 2 097 meter över havet och antalet invånare är 273.
Terrängen runt San Francisco är huvudsakligen platt, men åt nordost är den kuperad. Runt San Francisco är det ganska tätbefolkat, med 72 invånare per kvadratkilometer. Närmaste större samhälle är Arandas, 3,3 km sydost om San Francisco. I omgivningarna runt San Francisco växer huvudsakligen savannskog.